# Akram Khan
Akram Hossain Khan (bengalese: আকরাম হুসেইন খান; Wimbledon, 29 luglio 1974) è un ballerino e coreografo britannico.

## Biografia
Nato a Londra in una famiglia bengalese, Khan ha studiato danza dall'età di sette anni. Nel 1987, ancora tredicenne, fu scelto da Peter Brook per la sua produzione di Mahābhārata, che è andata in scena in una tournée mondiale fino al 1989. Dopo ulteriori studi e la collaborazione con Anne Teresa De Keersmaeker, cominciò a presentare le proprie coreografie a partire dagli anni 90. Fino al 2005 fu il coreografo del Southbank Centre ed è anche membro del Sadler's Wells Theatre. Nel 2000 fondò la sua compagnia di danza, l'Akram Khan Company, che debuttò all'Edinburgh Fringe nel 2000 con Kaash, in collaborazione con Anish Kapoor e Nitin Sawhney.
Nel 2008 recitò e danzò con Juliette Binoche nella pièce in-i al Royal National Theatre. Nel 2006 ha coreografato il tour di Kylie Minogue The Showgirl Homecoming Tour e nel 2012 ha danzato con la sua compagnia alla cerimonia di apertura dei Giochi della XXX Olimpiade. Successivamente ha coreografato il balletto Giselle per l'English National Ballet in un allestimento in collaborazione con il Sadler's Wells Theatre e il Manchester International Festival. Nel 2019 ha vinto il Laurence Olivier Award per l'eccellenza nella danza per il suo balletto Xenos.